# Steyr SSG 69
SSG 69 (Scharfschützengewehr 69) je odstřelovací puška vyráběná firmou Steyr Mannlicher, která slouží jako standardní zbraň ostřelovačů v rakouské armádě.
Přijata byla do služby v roce 1969 a díky použití syntetických materiálů a za studena kovaných hlavní pro dlouhou životnost předběhla svou dobu.
Vedle rakouské armády je SSG 69 standardní odstřelovací puška několika dalších ozbrojených složek po celém světě.